# Gutterflower
Gutterflower è il settimo album del gruppo rock statunitense Goo Goo Dolls.

## Il disco
Big Machine, Here Is Gone e Sympathy sono le uniche tracce che hanno un video e che sono state estratte come singoli. Sympathy è anche conosciuta come Acoustic #4 e la canzone Here Is Gone è stata scritta da Johnny Rzeznik mentre stava parlando al telefono con un suo amico.

## Tracce
1. Big Machine – 3:10
2. Think About Me – 3:59
3. Here Is Gone – 3:59
4. You Never Know – 3:08
5. What a Scene – 4:27
6. Up, Up, Up – 2:58
7. It's Over – 3:36
8. Sympathy – 2:58
9. What Do You Need? – 3:49
10. Smash – 2:27
11. Tucked Away – 3:13
12. Truth Is A Whisper – 4:00

## Formazione
- Johnny Rzeznik - voce e chitarra elettrica
- Robby Takac - voce e basso
- Mike Malinin - batteria